# Pi-Hole
Pi-Hole is een Linux-netwerkadvertentie- en internet-trackerblokkeringstoepassing die fungeert als een DNS-sinkhole (en optioneel een DHCP-server), bedoeld voor gebruik op een particulier netwerk. Het is ontworpen voor gebruik op ingebedde apparaten met netwerkmogelijkheden, zoals de Raspberry Pi, maar het kan worden gebruikt op andere machines met Linux- en cloud-implementaties.
Pi-hole heeft de mogelijkheid om traditionele website-advertenties te blokkeren, evenals advertenties op onconventionele plaatsen, zoals smart-tv's en advertenties voor mobiele besturingssystemen.

## Geschiedenis
Het Pi-hole project is gemaakt door Jacob Salmela als een open source alternatief voor de AdTrap in 2014 en werd gehost op GitHub. Sindsdien hebben verschillende bijdragers zich bij het project aangesloten.

## Functies
De Pi-hole maakt gebruik van een aangepaste dnsmasq genaamd FTLDNS, cURL, lighttpd, PHP en het AdminLTE-dashboard om DNS-aanvragen voor bekende tracking- en advertentiedomeinen te blokkeren. De applicatie dient als een DNS-server voor een particulier netwerk (ter vervanging van een reeds bestaande DNS-server die wordt geleverd door een ander apparaat of de ISP), met de mogelijkheid om advertenties en trackingdomeinen voor apparaten van gebruikers te blokkeren. Het verkrijgt lijsten met advertenties en trackingdomeinen van vooraf gedefinieerde bronnen (die door de gebruiker kunnen worden aangepast) waarmee de Pi-hole DNS-zoekopdrachten vergelijkt. Als een overeenkomst wordt gevonden in een van de lijsten of in de zwarte lijst van de gebruiker, weigert de Pi-hole het aangevraagde domein op te lossen en reageert het op het verzoekende apparaat met een lege webpagina.
Omdat Pi-hole domeinen op netwerkniveau blokkeert, kan het advertenties blokkeren, zoals banneradvertenties op een webpagina, maar het kan ook advertenties blokkeren op onconventionele locaties, zoals op Android, iOS en smart TV's.
Met behulp van VPN-services kan Pi-Hole domeinen blokkeren zonder een DNS-filter in een router te gebruiken. Elk apparaat dat VPN ondersteunt, kan Pi-Hole gebruiken op een mobiel netwerk of een thuisnetwerk zonder een geconfigureerde DNS-server.
Door de aard van Pi-hole kan het ook websitedomeinen in het algemeen blokkeren door de domeinnaam handmatig op de zwarte lijst te zetten. Op dezelfde manier kunnen domeinen handmatig op de witte lijst worden gezet als de werking van een website wordt belemmerd doordat domeinen worden geblokkeerd. Pi-hole kan ook functioneren als een netwerkbewakingsprogramma, dat kan helpen bij het oplossen van DNS-aanvragen en het oplossen van problemen met netwerkproblemen.

## Verschil met andere advertisement blockers
Pi-hole werkt op een vergelijkbare manier als een netwerkfirewall, in de zin dat advertenties en trackingdomeinen worden geblokkeerd voor alle apparaten erachter, terwijl traditionele advertentieblokkers alleen in de browser van een gebruiker worden uitgevoerd en advertenties alleen op dezelfde machine verwijderen.